# Попов, Владимир Александрович (футболист)
Владимир Александрович Попов (14 октября 1978, Москва, СССР) — российский футболист, играл на позиции защитника.

## Карьера
Воспитанник ДЮСШ «Динамо-3» Москва. Карьеру начинал в любительских клубах «Чертаново» и «Звезда» (Щёлково). Первым профессиональным клубом Попова стал «Титан» Железнодорожный. В 2000 году перешёл в раменский «Сатурн», однако первый сезон играл за фарм-клуб. 5 мая 2001 года в выездном матче 8-го тура против «Ротора», дебютировал за «Сатурн» в матчах высшей лиги. Тот же сезон доигрывал в «Космосе» Электросталь. В 2002 году играл за «Металлург» Красноярск. В 2004 году завершил карьеру в «Шахтёре» Караганда, проведя 9 матчей в чемпионате Казахстана. Во второй половине 2004 года вернулся в Россию и до 2013 года играл в любительском клубе «Ока» Ступино. В 2014 году играл за «Чертаново-М».